# Maranwez
Maranwez é uma comuna francesa na região administrativa de Grande Leste, no departamento das Ardenas. Estende-se por uma área de 3,03 km². Em 2010 a comuna tinha 59 habitantes (densidade: 19,5 hab./km²).